# Arkansas (film)
Pour les articles homonymes, voir Arkansas (homonymie).
Pour plus de détails, voir Fiche technique et Distribution.
Arkansas est un thriller policier américain réalisé par Clark Duke, sorti en 2020.

## Synopsis
En Arkansas, Kyle (Liam Hemsworth) et Swin (Clark Duke), deux trafiquants de drogues de bas étages travaillent pour Frog (Vince Vaughn), leur patron qu'ils n'ont jamais rencontré. Leur routine est ébranlée le jour où un deal tourne mal. Leurs vies se retrouvent en danger.

## Fiche technique
- Titre : Arkansas
- Réalisation : Clark Duke
- Scénario : Andrew Boonkrong et Clark Duke
- Décors : Scott Ange
- Costumes : Ashley Heathcock
- Montage : Patrick J. Don Vito
- Photographie : Steven Meizler
- Production : Clark Duke, Patrick Hibler, Jeff Rice et Martin Sprock
- Production exécutive : Jason Allison, Stephanie Caleb, Elizabeth Costa de Beauregard Rose, Cindy Cowan, Jean-Luc De Fanti, Charlie Dorfman, David Gilbery, Ryan R. Johnson, Paris Kassidokostas-Latsis, Phil Kim, Franchesca Lantz, Rob Moran, Patrick Muldoon, Chris Ranta et Andre Relis
- Société de production : Hercules Film Fund, Rhea Films et Storyboard Media
- Société de distribution : Lionsgate [1]
- Pays de production :  États-Unis
- Langue originale : anglais
- Format : couleur
- Genre : thriller, policier
- Date de sortie :
  - États-Unis :  5 mai 2020 en VàD
  - France : 1er octobre 2020 en VàD (Amazon Prime)

## Distribution
- Liam Hemsworth (VF : Emmanuel Garijo) : Kyle Ribb
- Clark Duke (VF : Donald Reignoux) : Swin Horn
- Vince Vaughn (VF : Benoit DuPac) : Frog
- John Malkovich (VF : Edgar Givry) : Bright
- Michael K. Williams (VF : Lucien Jean-Baptiste) : Almond
- Vivica A. Fox (VF : Pascale Vital) : Her
- Eden Brolin (VF : Jessica Monceau) : Johnna
- Brad William Henke : Tim
- Patrick Muldoon : Joe
- Eric Walton (VF : Asto Montcho) : Testament
- Jeff Chase : Thomas
- Chris Mullinax : Colin
- Chandler Duke (VF : Benjamin Bollen) : Nick